# 林正阳
林正阳（1800年—1858年），名启泰，字振运，号昼堂，浙江省玉环县城关西青街（今属玉环市玉城街道）人，清代军事家。道光初年（1821年）投军，代理过定海营守备，后来历任守备、游击、参将、副将、总兵，长期负责驻守定海、黄岩、玉环、瑞安、镇海、乍浦等海防要地。

## 生平
嘉庆五年（1800年），林正阳出生于玉环城关西青街（今属玉环市玉城街道）。林正阳少年时就胸怀大志，爱好驰马试剑，有谋略。道光初年（1821年）投军。道光二十年（1840年），英国发动第一次鸦片战争，定海沦陷。收复定海后，身为定海营守备的林正阳根据当地的地形，建议构筑一座进可攻退可守的土城，以固防御。这个想法得到定海总兵葛云飞的赞同并采纳。于是，林正阳率行“捐俸兴役”。然而次年九月，英军自厦门鼓浪屿北上，再次进攻定海，林正阳随葛云飞等人奋勇还击。英军自水陆两路分别夹攻，因双方力量悬殊，葛云飞等三总兵牺牲，林正阳也身负重伤，定海再度沦陷。后来，林正阳因收复定海厅城，被授予黄岩镇标右营守备。后历任玉环营参将、瑞安营副将、乍浦营副将。咸丰七年（1857年）署黄岩镇标营总兵，封武显将军（正二品）。咸丰八年（1858年），林正阳卒于任上，享年58岁。

## 墓葬
林正阳墓位于今玉环市大麦屿街道福山桥头村。墓区原占地约40平方米，坐北朝南，四周建有围墙。墓葬用糯米、砂石等混合而成的三合土铸造，形制为椅子坟，墓坛左右两侧立有一对石狮，有形似石墩的构造和纸库等物件，墓前拜坛旁有栏杆。墓碑上镌刻：“咸丰己未肆月吉旦 清诰封武显将军昼堂林老大人夫人张老夫人之墓域 孝男嘉谦源诩 孙嗣发衡彷燧勋奉”。墓室共有两穴，乃是林正阳与原配夫人张氏合葬。1986年，林正阳墓被公布为玉环市文物保护单位。2004年经过林家后裔对围墙、台门等的扩建后，占地面积达到500平方米。:036